# Gennadi Kusmitsch Bokarew
Gennadi Kusmitsch Bokarew (russisch Геннадий Кузьмич Бокарев; * 9. November 1934 in Bobrowka, Oblast Swerdlowsk, RSFSR; † 21. Februar 2012 in Jekaterinburg Oblast Swerdlowsk, Russland) war ein russischer Drehbuchautor, Prosaschriftsteller, Verdienter Künstler der RSFSR, Ehrenbürger der Oblast Swerdlowsk.

## Leben
Gennadi Bokarew kam als Sohn eines Angestellten am 9. Dezember 1934 in Bobrowka zur Welt. 1943 übersiedelte Bokarev nach Swerdlowsk. Im Alter von 3 Jahren entdeckte er sein Interesse für Lesen, mit 15 begann er zu schreiben. 1955 absolvierte Bokarev die Technische Fachschule A.S. Popov in Swerdlowsk. Die nächsten 3 Jahre diente er in der Sowjetischen Armee. Ab 1958 arbeitete Bokarev als Betriebsmitarbeiter und Ingenieur. Im Jahre 1961 schrieb er sich an das Gerassimow-Institut für Kinematographie ein, wo er ein Fernstudium absolvierte. Von 1968 bis 1974 arbeitete Bokarev als Chefredakteur des Fernsehstudios. 1974 war er Chefredakteur des Filmstudios in Swerdlowsk.

## Wirken
1964 wurde die erste Erzählung von Bokarew Wir (russisch Мы) in der Literaturzeitschrift veröffentlicht. 1972 beendet Bokarev das Stück Stahlwerker (russisch Сталевары), das man in mehreren sowjetischen Theatern spielte. 1974 wurde das Stück verfilmt. Während Bokarev bei dem Swerdlowsker Filmstudio tätig war, hat er Drehbücher für folgende Filme geschrieben: Die ganze Welt in deinen Augen, Ich wünschte, er wäre bei mir, Der Weg zum Lebensrand, Verurteilter. In Zusammenarbeit mit sowohl bekannten, als auch jungen Regisseuren wurden solche Filme gedreht: Vor Morgengrauen, Auf dem halben Weg nach Paris, Konfliktsituation, Finden und entschärfen, Schmerzgriff und andere. In den letzten Arbeitsjahren wurden solche Filme von Bokarev, wie Hallo, Bruder, Fahrspur und Eine Verdorbene hoch bewertet.

## Auszeichnungen
- Schriftstellerverband der UdSSR, Mitglied seit 1973.
- Filmproduzentenverband der UdSSR, Mitglied seit 1975.
- Verdienter Künstler der RSFSR, seit 1984.
- Mitglied russischer Filmakademie Nika, seit 1998.
- Preisträger des Gouverneurpreises für hervorragende Leistungen im Bereich Kunst und Literatur, 2003.
- Preisträger des Literaturpreis benannt nach Mamin-Sibirjak, 2004.
- Ehrenbürger der Oblast Swerdlowsk, seit 2009.

## Filmografie (Auswahl)
Drehbuch:
- 1970 – Nach eigenem Wunsch (russisch По собственному желанию)
- 1972 – Der wärmste Monat (russisch Самый жаркий месяц)
- 1978 – Start (russisch Пуск)
- 1987 – Konfliktsituation (russisch Конфликтная ситуация)
- 1982 – Finden und entschärfen (russisch Найти и обезвредить)
- 1982 – Hier ist deine Front (russisch Здесь твой фронт)
- 1984 – Der Weg zu sich selbst (russisch Дорога к себе)
- 1987 – Verurteilter (russisch Приговоренный)
- 1989 – Vor Morgengrauen (russisch Перед рассветом)
- 1991 – Mr. Greenwood’s Gold (russisch Большое золото мистера Гринвуда)
- 1992 – Schmerzgriff (russisch Болевой прием)
- 1995 – Der Weg zum Lebensrand (russisch Дорога на край жизни)
- 2000 – Auf dem halben Weg nach Paris (russisch На полпути в Париж)